# ويندي دايموند
ويندي دايموند (بالإنجليزية: Wendy Diamond)‏ هي صحفية أمريكية، ولدت في 24 أغسطس 1970 في شاغرن فولز في الولايات المتحدة.

## وصلات خارجية
- ويندي دايموند على موقع IMDb (الإنجليزية)